# 利比氏結蛇鰻
利比氏結蛇鰻，為輻鰭魚綱鰻鱺目糯鰻亞目蛇鰻科的其中一種，分布於中西大西洋區，從美國佛羅里達州至波多黎各及西北大西洋的加拿大海域，棲息深度37-72公尺，體長可達76公分，棲息於沙泥底質海域，屬肉食性，生活習性不明。

## 擴展閱讀
維基物種上的相關：利比氏結蛇鰻